# Subaru
Subaru (japanisch スバル) ist eine japanische Automobilmarke und die Automobilsparte des Unternehmens Subaru Corporation, die in Deutschland durch die Subaru Deutschland GmbH mit Sitz in Friedberg vertreten wird.
Obwohl Subaru der größte Hersteller von Allradantrieb-Pkw ist, ist er im Vergleich zu den meisten seiner Mitbewerber im Automobilbereich sehr klein, aber trotzdem seit Jahren profitabel.
Subaru war neben Jeep und Land Rover eine der wenigen Marken, deren Fahrzeuge in Deutschland ausschließlich mit Allradantrieb ausgeliefert wurden, bis der im Herbst 2003 eingeführte Justy diese Tradition durch die Kombination von Dieselmotor und Vorderradantrieb aufbrach. Sein Nachfolger Trezia bot keinen Allradantrieb. Trotzdem besteht das Portfolio aus sehr vielen Allradfahrzeugen, das 2008 sogar einen Boxer-Dieselmotor hervorbrachte.

## Herkunft der Marke

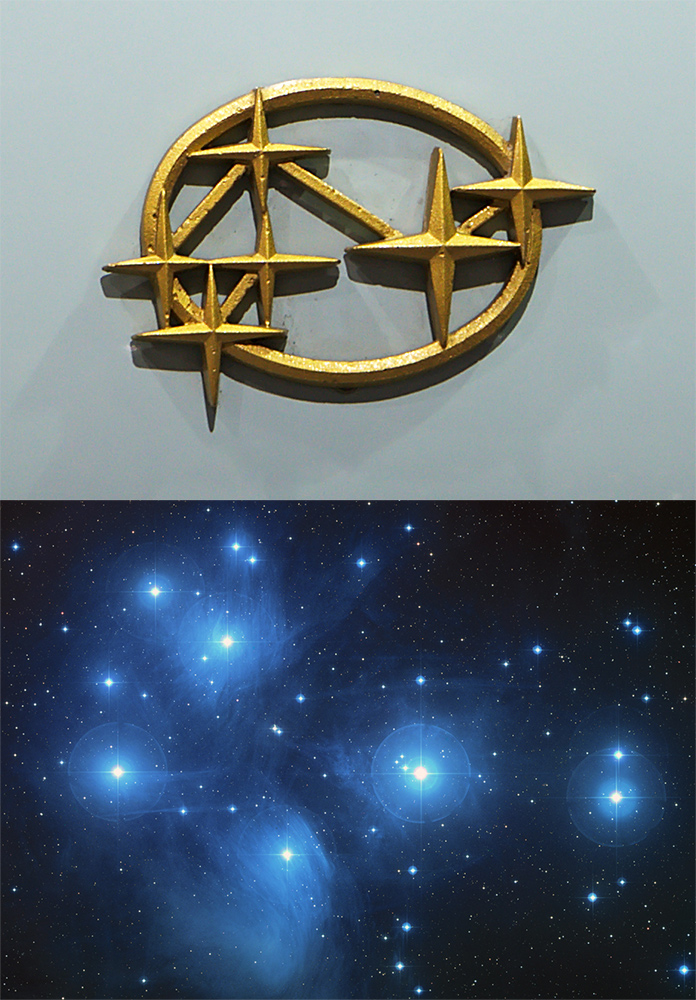
Das alte Logo eines Subaru 360 zeigt sechs Sterne in einer Anordnung, die den Plejaden ähnelt

Nach der Gründung von Fuji Heavy Industries am 15. Juli 1953 und dem Bau des ersten Automobil-Prototyps P1 1954 suchte man nach einem Namen für die künftigen Fahrzeuge des Unternehmens. Weil FHI aus sechs wiedervereinten Firmen des ehemaligen Konzerns Fuji Sanyo gegründet wurde, erfand der erste Präsident von FHI den Markennamen „Subaru“, was wörtlich sich zusammentun oder vereinen bedeutet und gleichzeitig der japanische Name des Sternhaufens der Plejaden ist. In Japan sieht man die sechs hellsten Sterne als das von alters her bekannte Sternbild Subaru an, so dass man dies als Vorbild für das Logo von Subaru wählte.

## Geschichte
Das erste Automobil mit dem Namen Subaru war der Subaru 360, der ab 1958 mit Zweizylinder-Zweitaktmotor und Hinterradantrieb in Serie gebaut wurde. Weitere Fahrzeuge mit Zweirad-Antrieb (2WD) folgen in den kommenden Jahren. 1966 baute Subaru seinen ersten 4-Zylinder-Boxermotor der Unternehmensgeschichte, der zunächst im Subaru 1000 Verwendung fand. Der Subaru 1000 war das erste Japanische Serienmodell mit Frontantrieb. 1972 schrieb die japanische Elektrizitätsgesellschaft Tohoku Electric Su Company einen Auftrag für ein Automobil mit Allrad-Antrieb aus, um die schneebedeckten Berge Japans sicher erklimmen und dort Wartungsarbeiten an den Stromtrassen durchführen zu können. Um die Vorgaben an Budget und PKW-Format einhalten zu können, baute man das frontangetriebene Coupé Subaru Leone und darauf aufbauend den Kombi Leone Station Wagon 4WD mit zuschaltbarem Allradantrieb und Boxermotor. Subaru erhielt den Auftrag und der Leone wurde ab 1973 in die USA exportiert.
Ab 1979 war die weiterentwickelte Version L1800 4WD in der Schweiz verfügbar. Bis heute ist die Schweiz, neben den Hauptmärkten USA und Australien, ein wichtiger Markt für Subaru.
Mit einem noch übersichtlichen Modellprogramm wurde mit der Subaru Deutschland GmbH 1980 eine Importzentrale in Bad Hersfeld gegründet, um den deutschen Markt zu erschließen. Im selben Jahr suchte der Jäger Hans Willibald aus Bad Tölz ein geeignetes Auto für Straße, Wald und Flur und kaufte sich den damals in Deutschland noch unbekannten Subaru 1800 4WD. Von der Technik überzeugt, wurde er kurz darauf der erste Subaru-Händler in Deutschland. Als die Kapazitäten am Standort Bad Hersfeld erschöpft waren, kaufte Subaru 1985 ein 55.000 Quadratmeter großes Gelände in Friedberg und verlagerte seinen Sitz dorthin.
Nach der Einführung des permanentem Allradantriebs 1987 entwickelt Subaru in den folgenden Jahren sein Konzept des Symmetrical AWD konsequent weiter. Die Marktanteile in Deutschland blieben indes vergleichsweise klein.
In den 1990er Jahren erwarb Subaru die Namensrechte des Blitzen-Benz von Mercedes. Seither wurden mehrere sportliche Sondermodelle des Subaru Legacy produziert. Der Name ist in Japan ein Mythos, die Legacy-Blitzen-Modelle genießen deswegen Kultstatus.

## Merkmale und Besonderheiten
Trotz des geringen Marktanteiles in Deutschland wird Subaru in den Listen der Fachzeitschriften wie ADAC motorwelt u. Ä. seit Jahren beim Thema Zuverlässigkeit, Verarbeitung und Zufriedenheit beständig in den obersten Rängen geführt. Auch schneiden die als langlebig geltenden Fahrzeuge von Subaru in den Statistiken zur Hauptuntersuchung des TÜV allgemein gut ab.
Subaru ist der weltweit erfolgreichste und größte Hersteller von Allrad-PKW und hat bis zum Jahr 2008 bereits über zehn Millionen Allradfahrzeuge verkauft und über 15 Millionen Boxermotoren gefertigt.
Obwohl Subaru im Vergleich zu Mitbewerbern ein sehr kleiner Hersteller ist und deshalb auch ein entsprechend kleines Budget für die Entwicklung hat, legt Subaru großen Wert auf Eigenkonstruktionen. Subaru ist bekannt für seine Fahrzeuge mit permanentem Allradantrieb, den Subaru als Symmetrical AWD bezeichnet (ein Hinweis auf die symmetrische Auslegung des Allradantriebs), und für die Verwendung von Boxermotoren, die durch die geringe Bauhöhe zu einem tiefen Schwerpunkt des Fahrzeugs beitragen und durch den bauartbedingten guten Massenkräfteausgleich sehr laufruhig sind.
Die Fahrzeuge von Subaru waren ab 1985 größtenteils mit einer Berganfahrhilfe (Hill Holder) ausgestattet.
Seit 2008 führt Subaru auch einen Dieselmotor im Programm. Es handelt sich dabei um einen Boxermotor mit 2,0 Litern Hubraum und Common-Rail-Einspritzung. Bis dato ist dieser Motor der weltweit einzige Boxer-Diesel. Nach nur 12 Jahren sollte 2020 mit der vollständigen Einstellung des Verkaufs von Diesel-Fahrzeugen auch deren Entwicklung komplett eingestellt werden.
Mit Ausnahme der Dieselmodelle sind, bis auf wenige Ausnahmen, alle in Europa angebotenen Kombiwagen von Subaru mit Schaltgetriebe zusätzlich mit einer Getriebeuntersetzung (Dual-Range) ausgestattet. Dies ist ein Alleinstellungsmerkmal gegenüber anderen Herstellern von Allradfahrzeugen, da sonst nur Geländewagen mit einer Untersetzung ausgerüstet werden.
Typisch für Subaru waren auch die rahmenlosen Seitenfenster, auf die aber seit 2009 aus sicherheitstechnischen Gründen vollends verzichtet wird.
Einige Jahre lang konnten Subaru-Fahrzeuge aller Serien auf Wunsch auch mit einer Autogasanlage ab Werk ausgeliefert werden. In wiederkehrenden Aktionen bot Subaru diese ecomatic genannten Versionen den Kunden auch ohne Mehrpreis an. Die Autogasumrüstung ist jedoch u. a. aufgrund des Vorhandenseins eines Dieselmotorenangebotes und der Homologationsprobleme für die Euro-5-Abgasnorm nicht mehr im Programm.

## Subaru im Autosport

### Rallye-Weltmeisterschaft

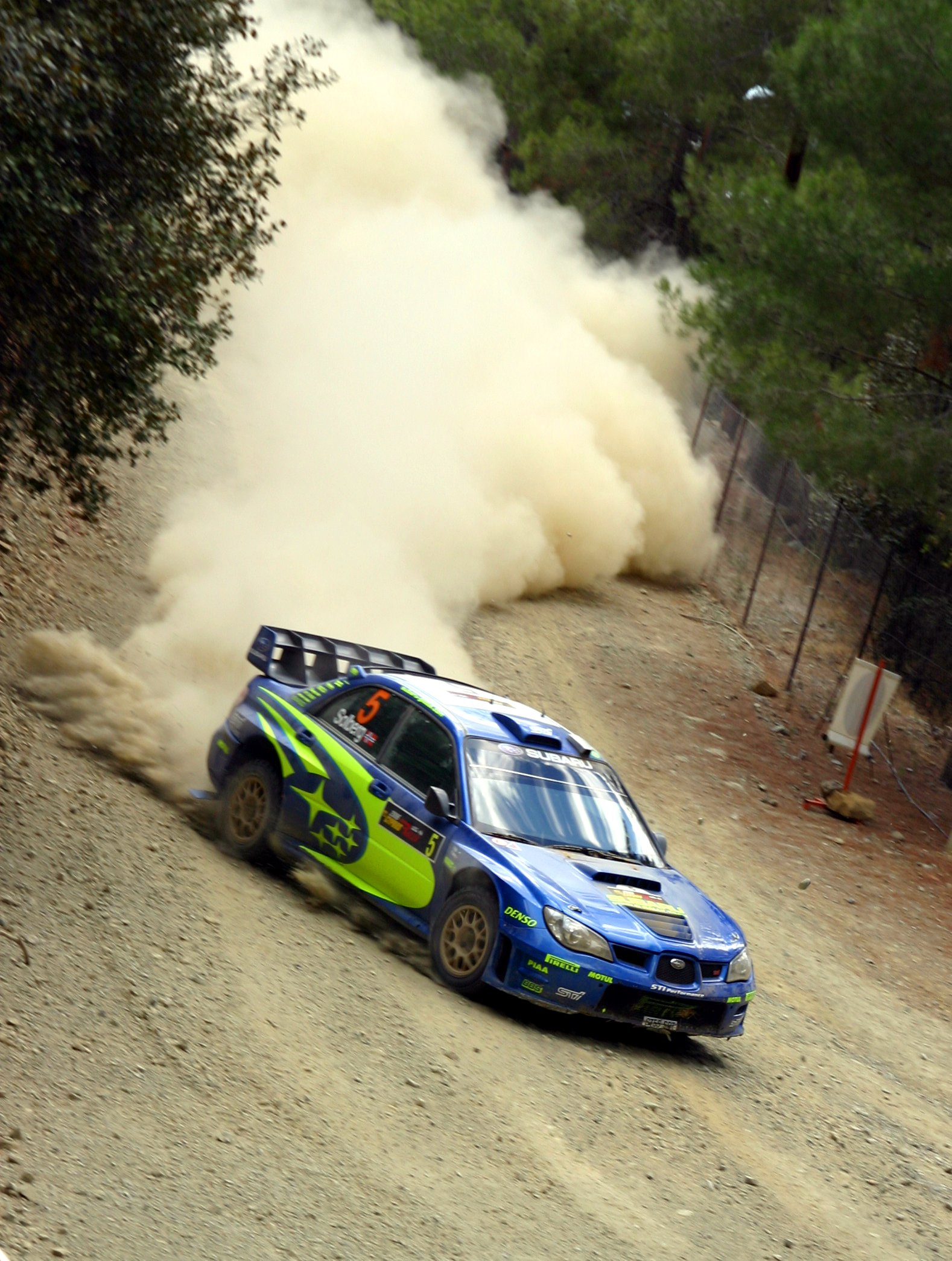
Subaru Impreza WRC
(Petter Solberg, Zypern-Rallye 2006 auf Schotter)

Subaru fährt seit den 1970er Jahren Rallyes, unter anderem mit dem Leone 1800 Turbo Hardtop Coupe (EA81), dem Subaru Vivio und dem Leone Turismo Turbo (EA82). 1990 begann Subaru sich an der Rallye-Weltmeisterschaft WRC (World Rally Championship) zu beteiligen. Dabei kamen zunächst modifizierte Versionen des Subaru Legacy und ab 1993 des Subaru Impreza zum Einsatz, die beim Motorsportspezialisten Prodrive aufgebaut wurden.
Das Team und seine Fahrer waren dabei schon mehrmals erfolgreich. So wurde man in den Jahren 1995, 1996 und 1997 Erster der Teamwertung. Außerdem gewannen 1995 Colin McRae, 2001 Richard Burns und 2003 Petter Solberg jeweils die Fahrerwertung der WRC. In den anderen Jahren belegte das Subaru World Rally Team bzw. belegten seine Fahrer zumeist zweite oder dritte Plätze.
Am 16. Dezember 2008 gab Subaru den Rückzug aus der WRC bekannt, nur einen Tag nach Suzuki. Als Grund für das Ende des fast 20 Jahre dauernden Engagements wurde die Wirtschaftskrise angegeben.

### Japanische Rennserie GT300
Seit 2012 ist Subaru mit einem Werksteam in der Japanischen Rennserie GT300 vertreten. Die Rennen des STI-Teams werden mit einem Subaru BRZ 300 bestritten.

### 24-Stunden-Rennen auf dem Nürburgring
Seit 2011 ist Subaru mit einem WRX STI beim 24-Stunden-Rennen auf dem Nürburgring in der Fahrzeugklasse SP3T aktiv. In den Jahren 2011, 2012, 2015 und 2016 holte sich das Werksteam jeweils den 1. Platz in seiner Klasse. Im Gesamtergebnis 2016 belegte das Subaru Werksteam den 20. Platz. 2016 waren Hideki Yamauchi (Japan), Carlo van Dam (Niederlande) und die beiden deutschen Fahrer Marcel Lasée und Tim Schrick die Rennfahrer des WRX STI.

### Formel 1
Subaru trat kurzfristig in der Formel-1-Saison 1990 als Wettbewerber an. Der Mutterkonzern Fuji Heavy hatte im Winter 1989/90 die Mehrheit des italienischen Formel-1-Teams Coloni S.p.A. erworben und stattete das Team mit einem eigenen Motor aus, dem Subaru MM 3512.
Der Motor war keine Eigenentwicklung von Subaru. Vielmehr war das Triebwerk 1988 von dem italienischen Ingenieur Carlo Chiti in dessen Werk Motori Moderni als Auftragsarbeit für Subaru entwickelt worden. Es handelte sich, um dem Firmenstandard zu entsprechen, um einen als Boxermotor konstruierten Zwölfzylinder mit 3,5 Litern Hubraum, der in der Nach-Turbo-Ära der Formel 1, also ab 1989, eingesetzt werden sollte. Das Triebwerk war schwer, breit, durstig und schwach; nach italienischen Messungen gab es kaum mehr als 330 kW ab, was etwa 110 kW unter dem angegebenen Wert und 150 kW unter den Leistungen der Konkurrenten lag. Im Laufe des Jahres 1989 versuchte Subaru ein renommiertes Formel-1-Team als Kunden zu bekommen, was allerdings nicht gelang. Schließlich wandte man sich an das seit 1987 in der Formel 1 agierende Team Coloni, das sich Ende 1989 in Auflösung befand. Subaru übernahm die Mehrheit der Anteile, hielt aber den bisherigen Teamchef Enzo Coloni im Amt und beließ den operativen Betrieb weiter in den Werkstätten Colonis. Dort bemühte man sich nicht sonderlich; vielmehr wurde lediglich ein einzelnes Vorjahresauto kostengünstig mit dem Subaru-Triebwerk ausgestattet. Das Ergebnis war ein übergewichtiges, untermotorisiertes und mangelhaft montiertes Auto namens Coloni C3B, das mit Ausnahme des Wagens von Life Racing das schlechteste Auto der Saison war. Der belgische Rennfahrer Bertrand Gachot scheiterte mit der Maschine regelmäßig an der Vorqualifikation. Im Mai 1990 wurde Enzo Coloni entlassen und Subaru versuchte ein paar Wochen lang den Rennbetrieb eigenverantwortlich zu strukturieren. Bald darauf sah Subaru die Erfolglosigkeit des Unternehmens ein und zog sich nach dem Großen Preis von Großbritannien aus der Formel 1 zurück. Das Team wurde an den bisherigen Eigner Enzo Coloni zurückverkauft, der ab dem Großen Preis von Ungarn wieder mit Ford-Cosworth-Motoren antrat. Subaru suchte keine Alternative und kehrte nicht in die Formel 1 zurück. Einen modernen V12-Motor, den Carlo Chiti bereits im Subaru-Auftrag konzipiert hatte, nahm das japanische Werk nicht ab. Chiti versuchte vergeblich, für das Triebwerk andere Kundschaft im Motorsport zu finden.
Der Subaru-Motor wurde 1992 allerdings in anderem Rahmen wieder verwendet, und zwar in einem Supersportwagen der Fa. Montecarlo Automobiles. Die in Fontvieille, Monaco, ansässige Firma gehörte dem ehemaligen Rennfahrer Fulvio Maria Ballabio und war 1986 erstmals in Erscheinung getreten, als sie mit Ballabio einen Rennwagen der Marke Dywa zum Formel-3000-Rennen in Imola meldete. Anlässlich des 100. Geburtstags des Fußballclubs von Monte Carlo stellte die Montecarlo Automobile einen geschlossenen Sportwagen mit der Bezeichnung Centenaire her, der über einen V12-Zylinder-Motor von Lamborghini verfügte und insgesamt sechsmal verkauft wurde. Eine Cabriolet-Version, die mit dem Subaru-Boxermotor von Motori Moderni ausgerüstet war, wurde 1992 in Los Angeles vorgestellt. Hierbei handelte es sich um ein Einzelstück, das mit zwei Turboladern 530 kW abgab.

### Sonstiges
Der Subaru Legacy stellte in den 1990er Jahren mehrere Ausdauer- und Geschwindigkeitsrekorde für Serienfahrzeuge auf, wie z. B. den für den schnellsten Serienkombi.
Der Subaru Impreza wird auch in der GT300-Klasse der japanischen GT-Meisterschaft (Super GT) sowie in der Super-Taikyu-Serie eingesetzt.
Einige Subaru Impreza werden seit 2005 auch im japanischen D1-Drift-Grand-Prix vom Team Orange eingesetzt und sind so modifiziert, dass sie nur noch über einen Hinterradantrieb verfügen.
2016 war Subaru of America erstmals offiziell bei der Isle of Man TT mit einem WRX STI Time Attack Car vertreten. Der britische Rallyefahrer Mark Higgins stellte mit diesem Fahrzeug einen neuen Rundenrekord auf dem Isle of Man TT Course auf. Mit einer Durchschnittsgeschwindigkeit von 207 km/h und einer Rundenzeit von 17:35 Minuten überbot er den bestehenden Rekord von 187 km/h und 19:26 Minuten.

## Kooperationen
Von 2000 bis Oktober 2005 hielt General Motors einen 20%igen Anteil an Fuji Heavy Industries und es wurden einige Automodelle gemeinsam entwickelt und vermarktet. So wurde z. B. der Saab 9-2X auf Basis des Subaru Impreza entwickelt, oder der Subaru Traviq (der nicht in Deutschland erhältlich war) auf Basis des Opel Zafira. Geplant war ebenfalls die Einführung eines neuen Modells des Subaru Justy auf Basis des Opel Corsa sowie ein neuer Saab-SUV auf Basis des Subaru B9 Tribeca, was dann aber doch nicht verwirklicht wurde.
Seit Oktober 2005 besteht eine Kooperation zwischen Fuji Heavy Industries und Toyota Motor Corporation. Toyota hält seit April 2008 eine Minderheitsbeteiligung von 16,5 % an Fuji Heavy Industries. Gemeinsam sollen diverse neue Modelle entwickelt werden. Als erstes Ergebnis dieser neuen Kooperation wurde der Daihatsu Sirion der Toyota-Tochter Daihatsu ab September 2007 als eine neue Version des Justy verkauft. Neben einem Produktionsauftrag für Toyota-Modelle in den USA erhält Subaru voraussichtlich auch Zugang zur Hybrid-Technik von Toyota.
Früher fertigte Fuji Heavy Industries zusammen mit Suzuki in deren Werk in Esztergom/Ungarn (Magyar Suzuki) die weitestgehend identischen Fahrzeuge Justy und Suzuki Ignis (vorher Suzuki Swift). Diese Zusammenarbeit wurde aber nach dem Ende der Beteiligung von General Motors an Fuji Heavy Industries ebenfalls beendet (Suzuki befand sich ebenfalls teilweise im Besitz von General Motors). In den USA wurde derselbe Wagen unter dem Namen Geo Metro vermarktet.
Seit 1987 betrieb Subaru in Indiana (USA) ein Werk zusammen mit Isuzu als Joint Venture, in dem Fahrzeuge beider Marken (und von Honda) gefertigt wurden. Im Jahr 2003 kaufte Fuji Heavy Industries die Anteile von Isuzu und betreibt das Werk seitdem in Eigenregie (Subaru of Indiana Automotive). Von 2007 bis 2016 wurde dort auch der Toyota Camry gefertigt.
Etwa 2020 entwickelte Subaru mit Toyota für Elektrofahrzeuge die e-TNGA-Plattform.

## Produktionszahlen
- 2000:  581.368 Stück
- 2005:   591.825 Stück
- 2010:   649.954 Stück
- 2015:   914.350 Stück
- 2016:   950.858 Stück

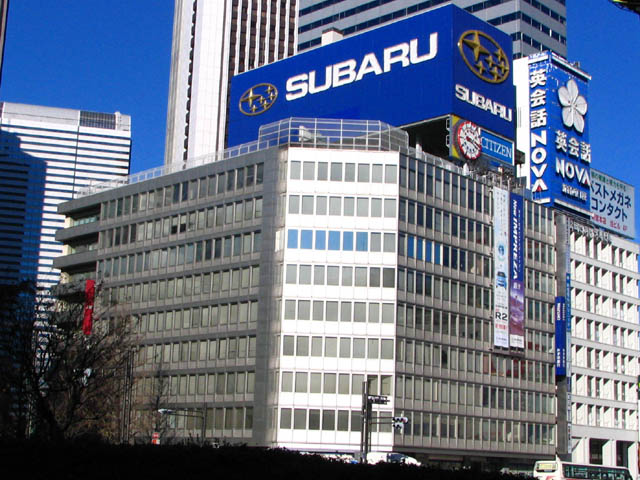
Ehemalige Unternehmenszentrale in Tokyo

- 2017: 1.055.756 Stück (Subaru erreichte somit 2017 zum ersten Mal die Millionengrenze)
- 2018: 1.062.918 Stück
- 2019: 1.041.712 Stück
- 2020:   879.432 Stück

## Verkaufszahlen und Bilanzen
Subaru ist der ertragreichste Bereich des Mutterkonzerns. Vom 1. April 2014 bis zum 31. März 2015 erwirtschaftete Subaru mit 15,73 Mrd. Euro rund 93 Prozent des Konzernumsatzes.
Im Zeitraum von 2006 bis 2015 steigerte Subaru den Absatz von Neuwagen weltweit um 36 %. 2015 wurden erstmals über 900.000 Fahrzeuge verkauft. 2017 produzierte Subaru erstmals mehr als eine Million Fahrzeuge. Mit 527.630 Neuzulassungen auf dem US-Markt, dem größten und wichtigsten Absatzmarkt, lag Subaru von April 2015 bis März 2016 vor Volkswagen. Auf dem wesentlich kleineren Absatzmarkt in Deutschland verkaufte Subaru bis zum 31. Dezember 2015 insgesamt 367.454 Fahrzeuge.
Im Geschäftsjahr 2015 erhöhte sich der Umsatz auf 22,2 Mrd. Euro, der Gewinn stieg von 1,7 Mrd. Euro um 21 % auf 2,1 Mrd. Euro.

### Modelle weltweit

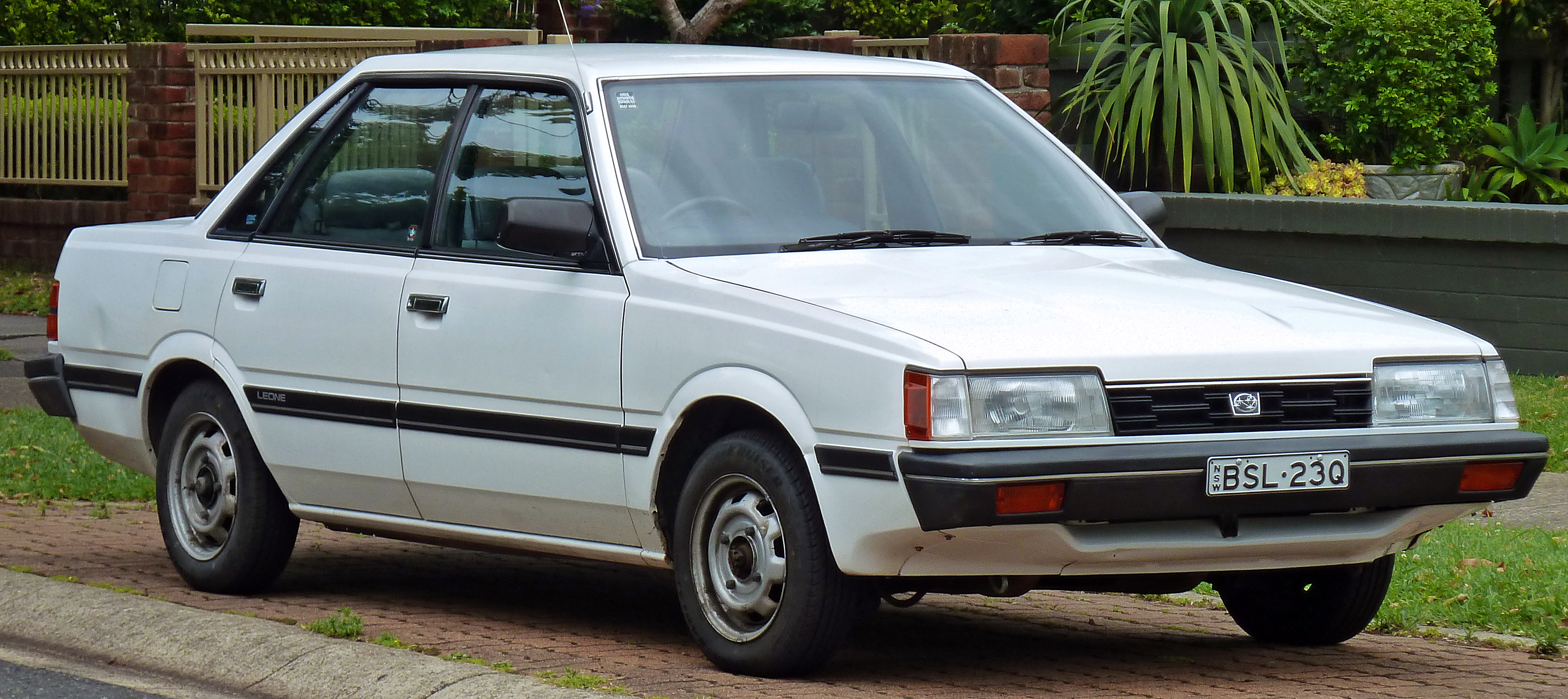
Subaru Leone (1985)

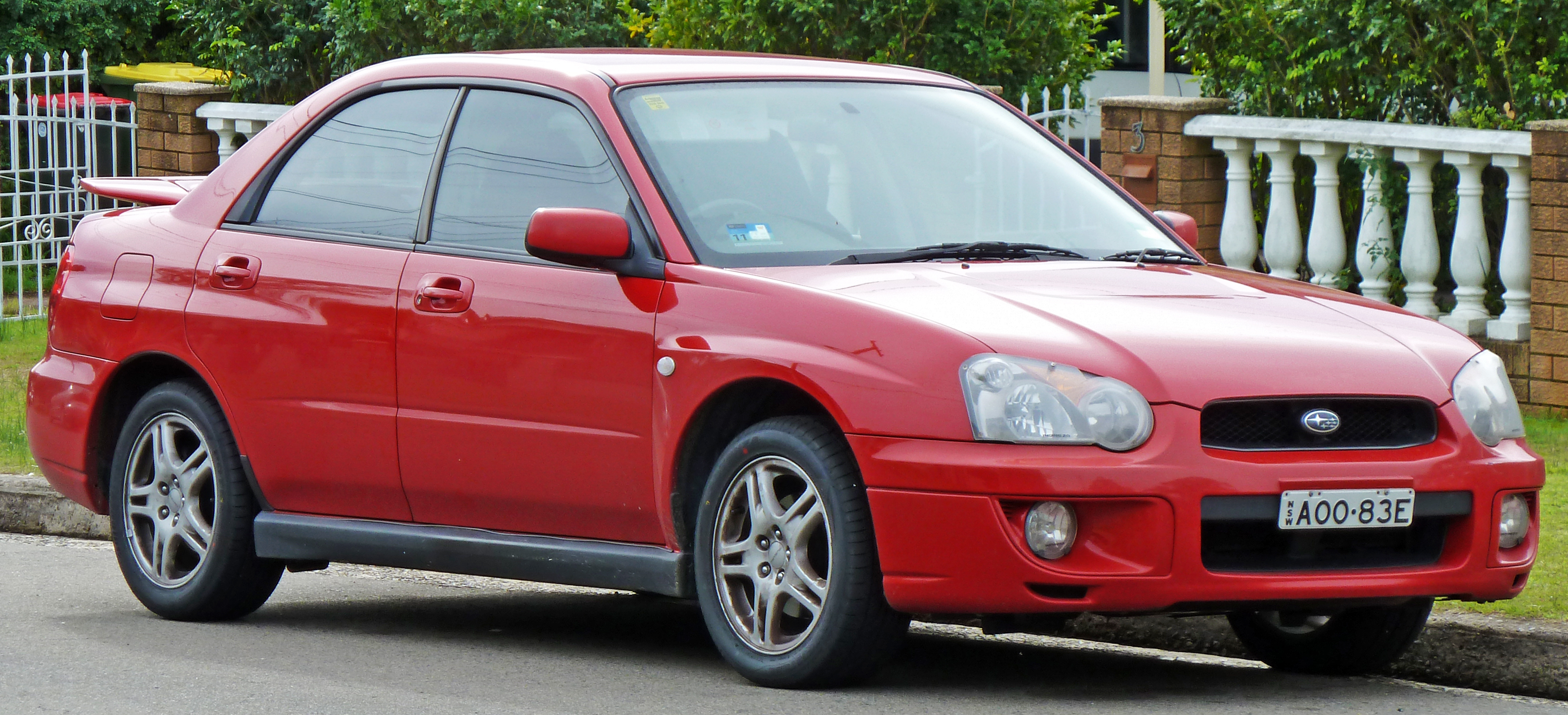
Subaru Impreza (2003)

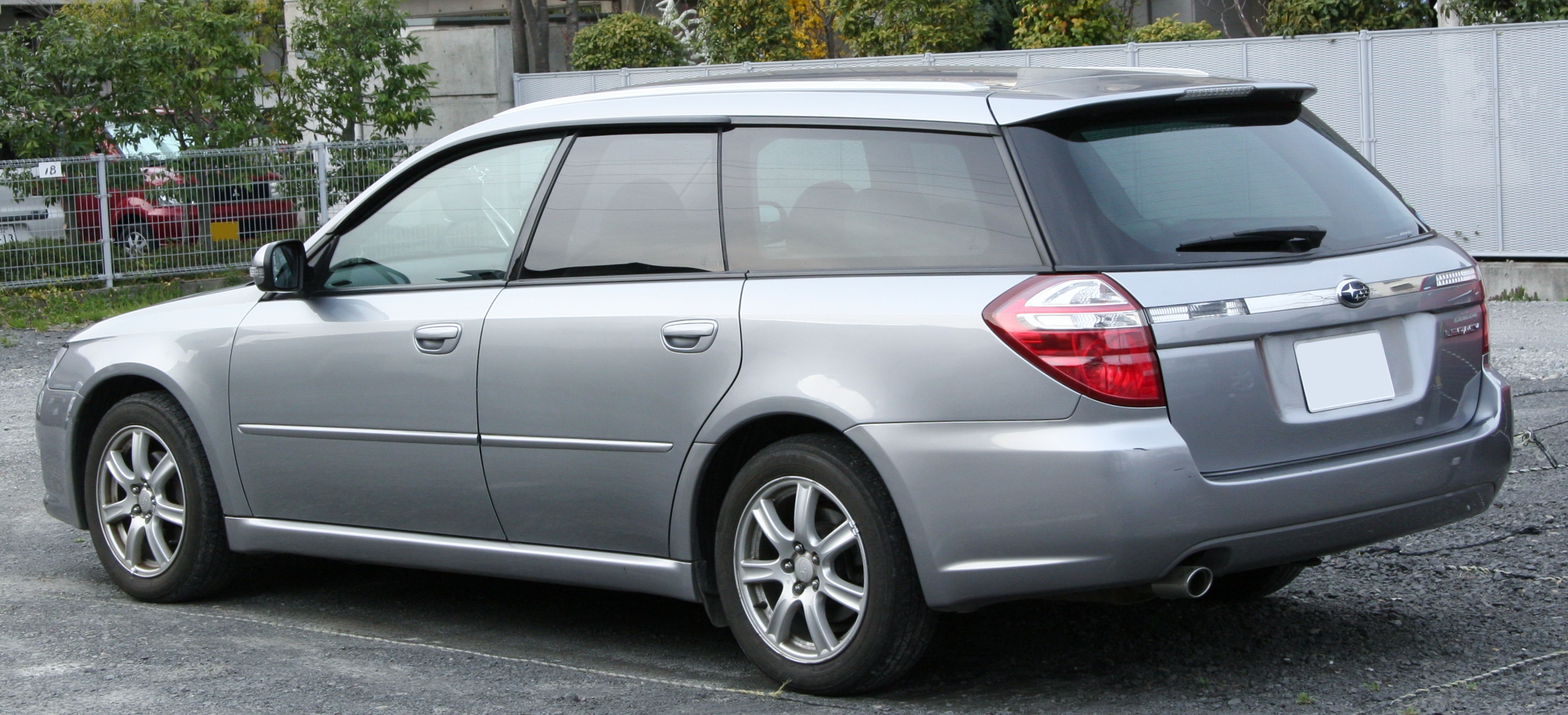
Subaru Legacy Kombi (2008)

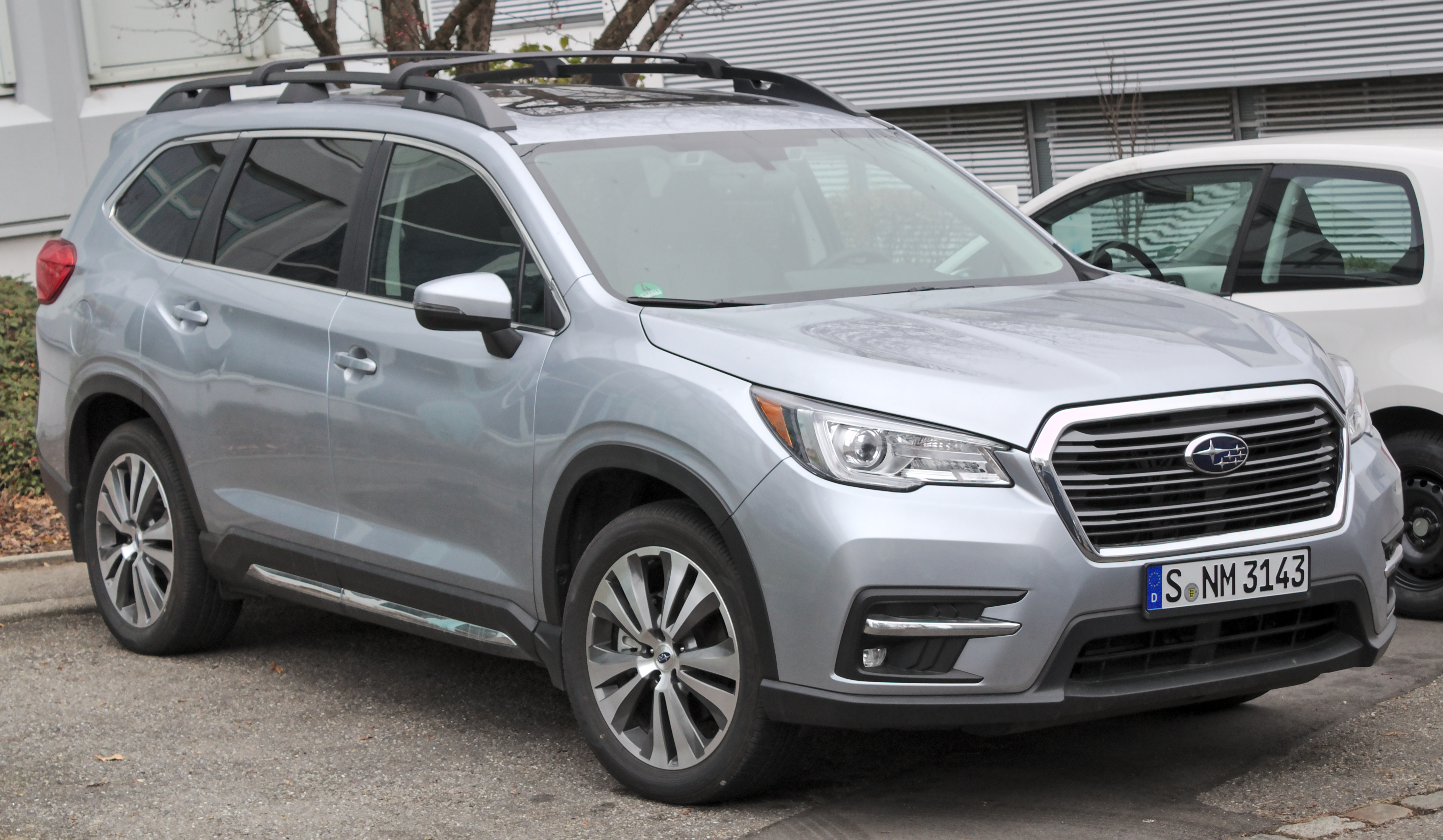
Subaru Ascent (2018)

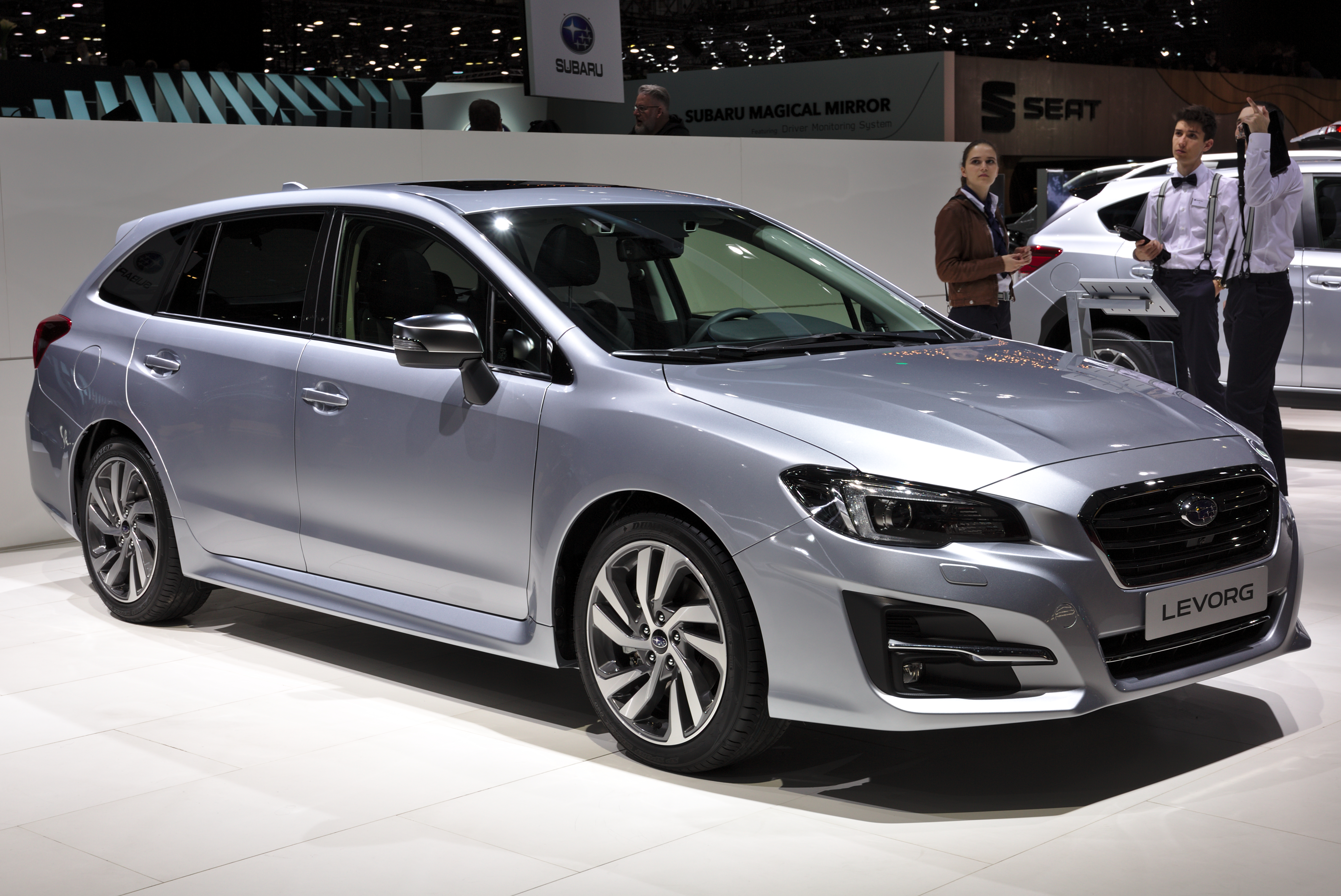
Subaru Levorg (2019)

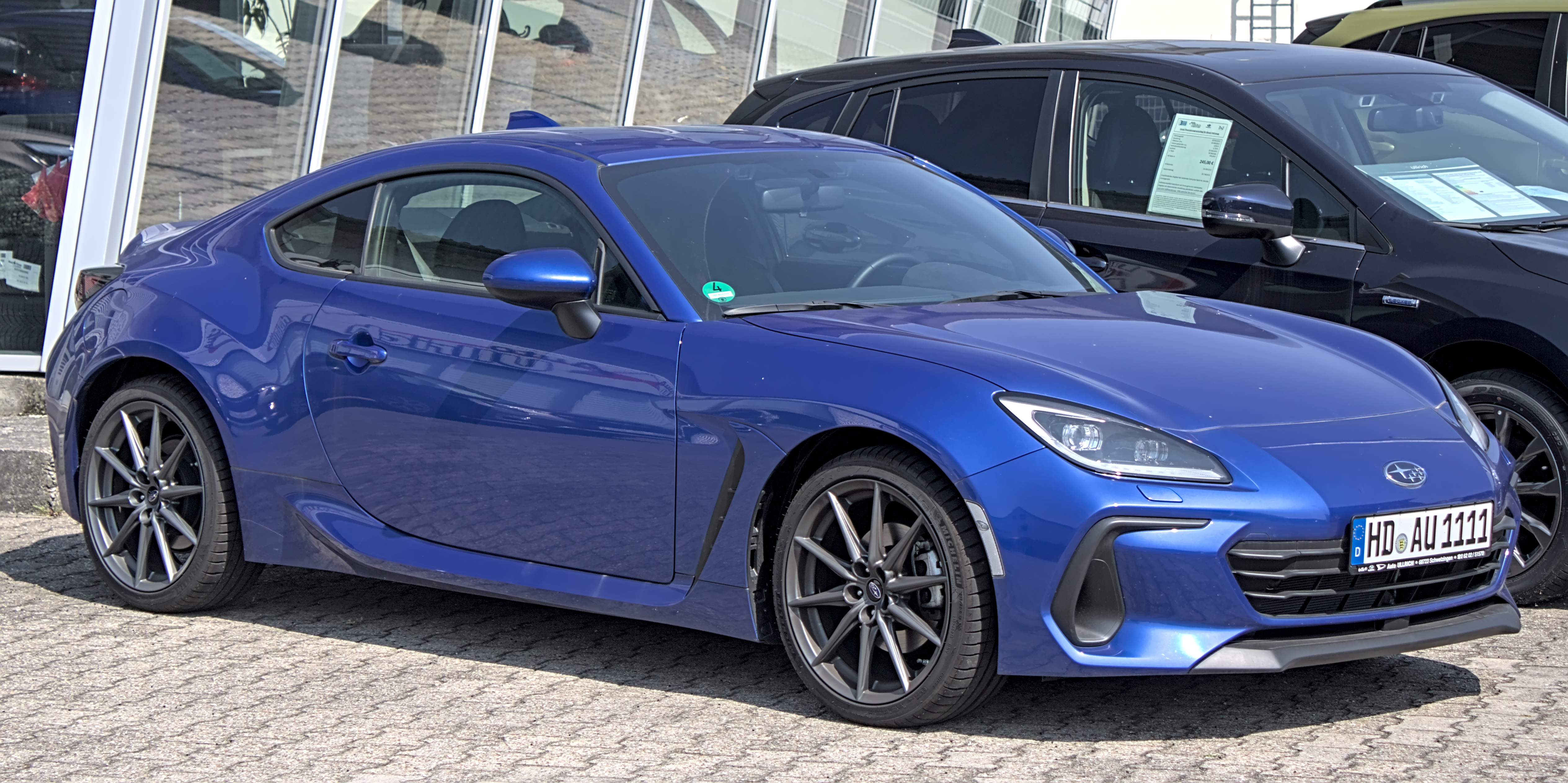
Subaru BRZ (2021)

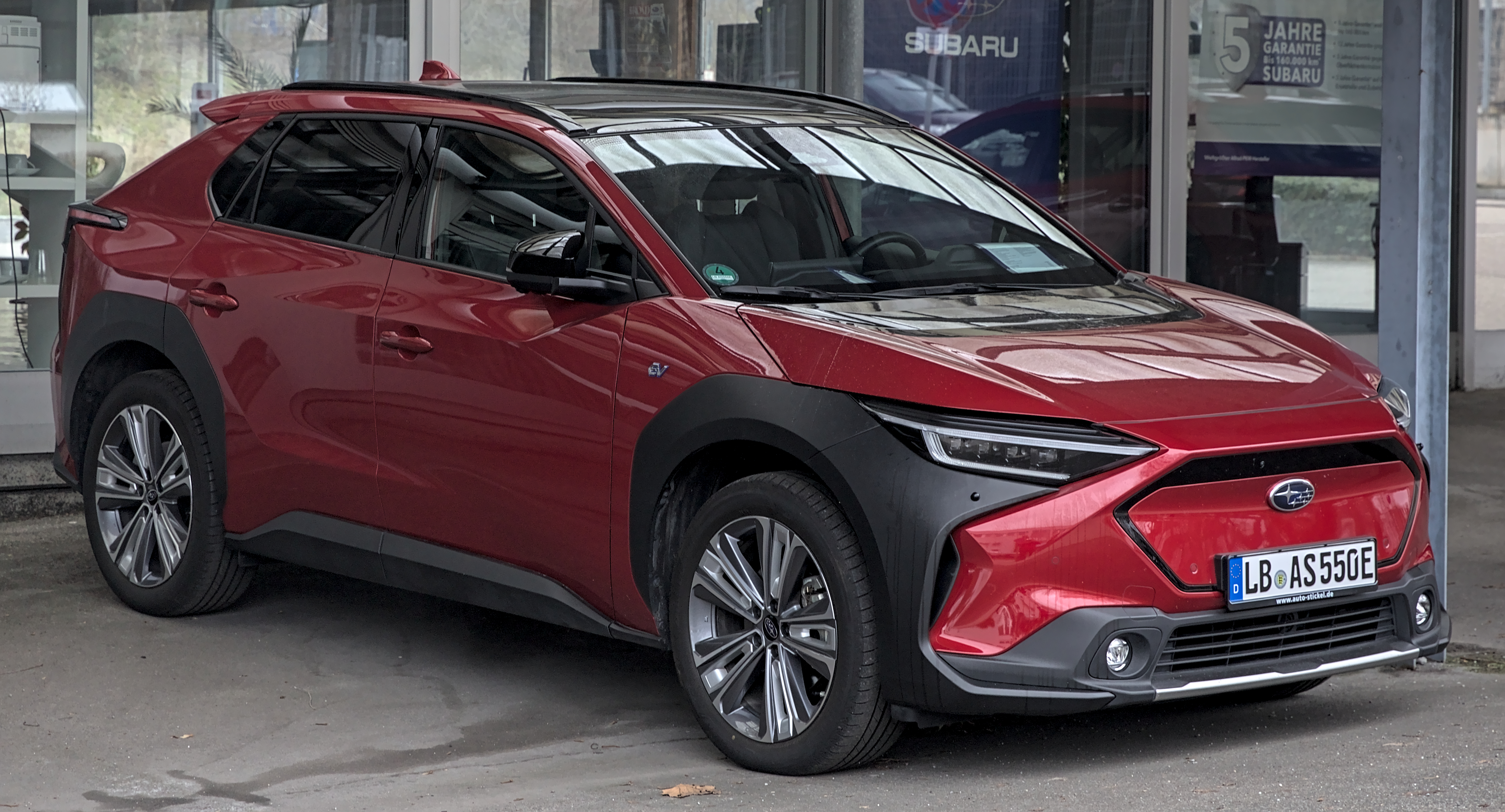
Subaru Solterra (2022)

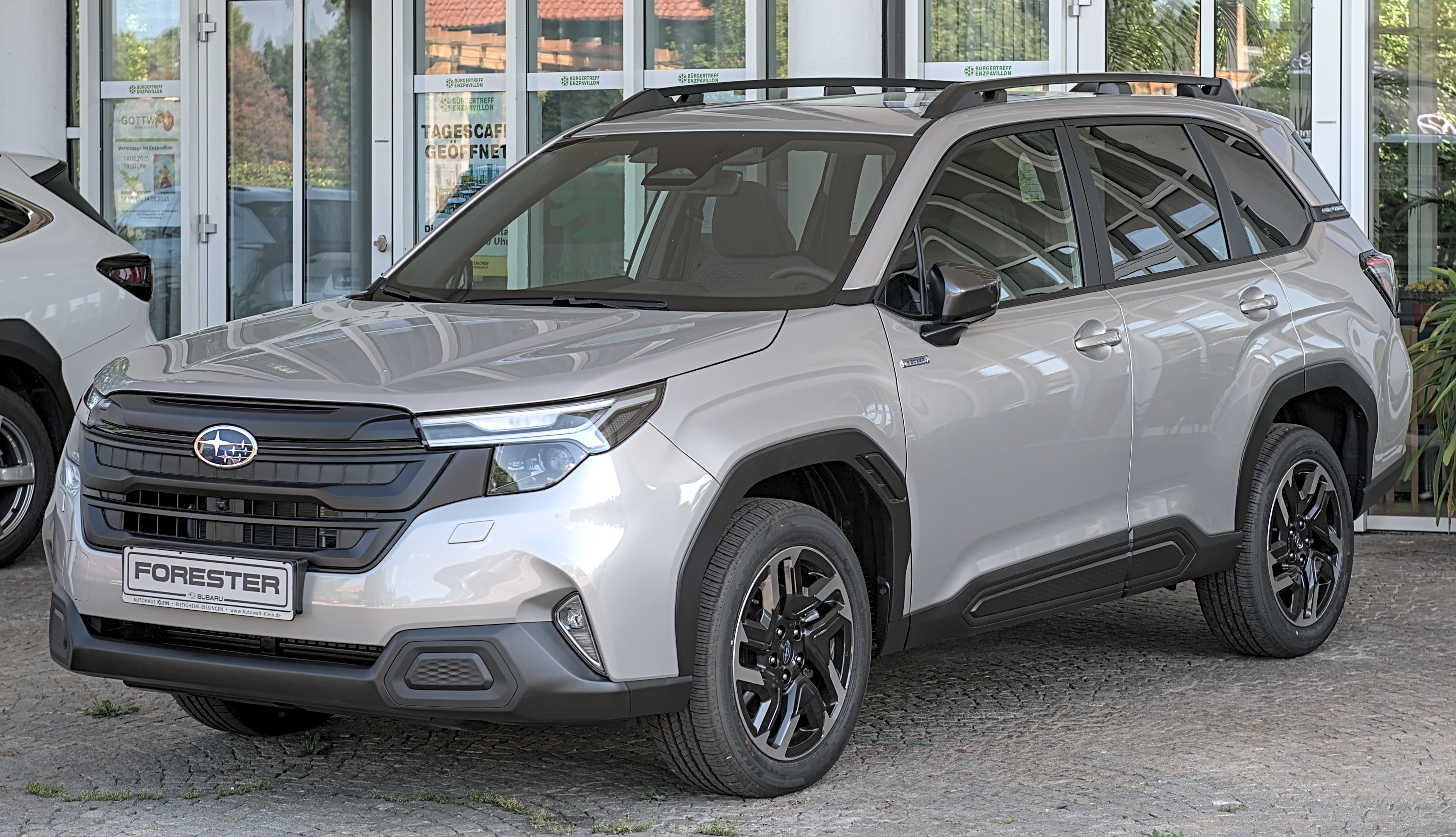
Subaru Forester (2024)

## Modelle

### 1950er
- Subaru 1500 / P-1 (1954–1955), erstes Auto von Subaru
- Subaru 360 (1958–1970)

### 1960er
- Subaru 450 (1961–1966, entspricht Subaru 360 mit größerem Motor)
- Subaru Sambar / Dias Wagon (seit 1961)
- Subaru 1000 (1966–1969)
- Subaru FF-1 Star (1969–1972)
- Subaru FF-1 G (1971–1972)
- Subaru R-2 (1969–1972)

### 1970er
- Subaru Leone / Loyale / L-Serie (1971–1979)
- Subaru Rex (1972–1992)
- Subaru BRAT (1977–1994)
- Subaru Leone II / 1600 / 1800 / Loyale / L-Serie (1979–1985 / Hatchback bis 1989)

### 1980er
- Subaru Libero / Sumo / Domingo / Columbuss / E10 / Estratto (1983–1999)
- Subaru Justy / Tutto – in Taiwan (1984–2011 / seit 2016)
- Subaru Bighorn (1984–2002)
- Subaru Leone III / Loyale / L-Serie (1984–1994)
- Subaru XT / Alcyone / Vortex (1985–1991)
- Subaru Legacy / Liberty (seit 1989; seit Herbst 2014 nur noch in Teilen von Europa)

## = 1990er
- Subaru SVX / Alcyone (1991–1997)
- Subaru Vivio (1992–1998)
- Subaru Impreza (seit 1992)
  - Subaru Impreza WRX / Impreza WRX STI (1994–2014)
- Subaru Delivery Van (1994–2001)
- Subaru Outback (seit 1995)
- Subaru Forester (seit 1997)
- Subaru Pleo / Pleo Plus (seit 1998)

### 2000er
- Subaru Traviq (2001–2004)
- Subaru Baja (2002–2006)
- Subaru R2 (2003–2016)
- Subaru R1 (2005–2010)
- Subaru Tribeca (2005–2014)
- Subaru Stella (seit 2006)
- Subaru Dex (2008–2011)
- Subaru Exiga (2008–2018)

### 2010er
- Subaru Lucra (2010–2015)
- Subaru Trezia (2011–2014)
- Subaru XV / Crosstrek (seit 2011)
- Subaru BRZ (seit 2012)
- Subaru WRX STI (seit 2014)
- Subaru Levorg (seit 2014)
- Subaru Chiffon (seit 2016)
- Subaru Ascent (seit 2018)

### 2020er
- Subaru Solterra (seit 2022)
- Subaru Rex (seit 2022)
- Subaru Trailseeker (ab 2026)
- Subaru Uncharted (ab 2026)

### Studien

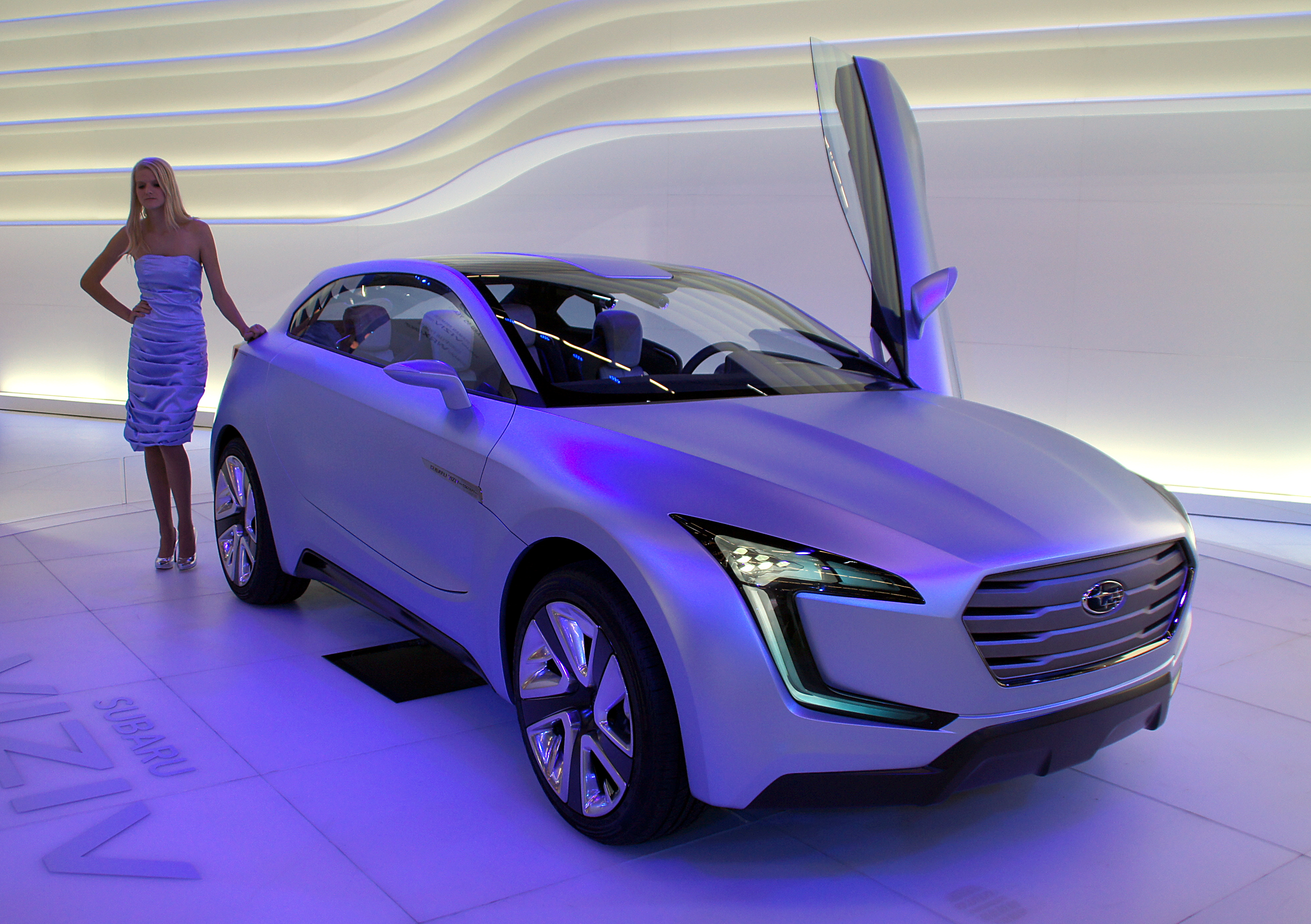
Subaru Viziv auf der IAA 2013

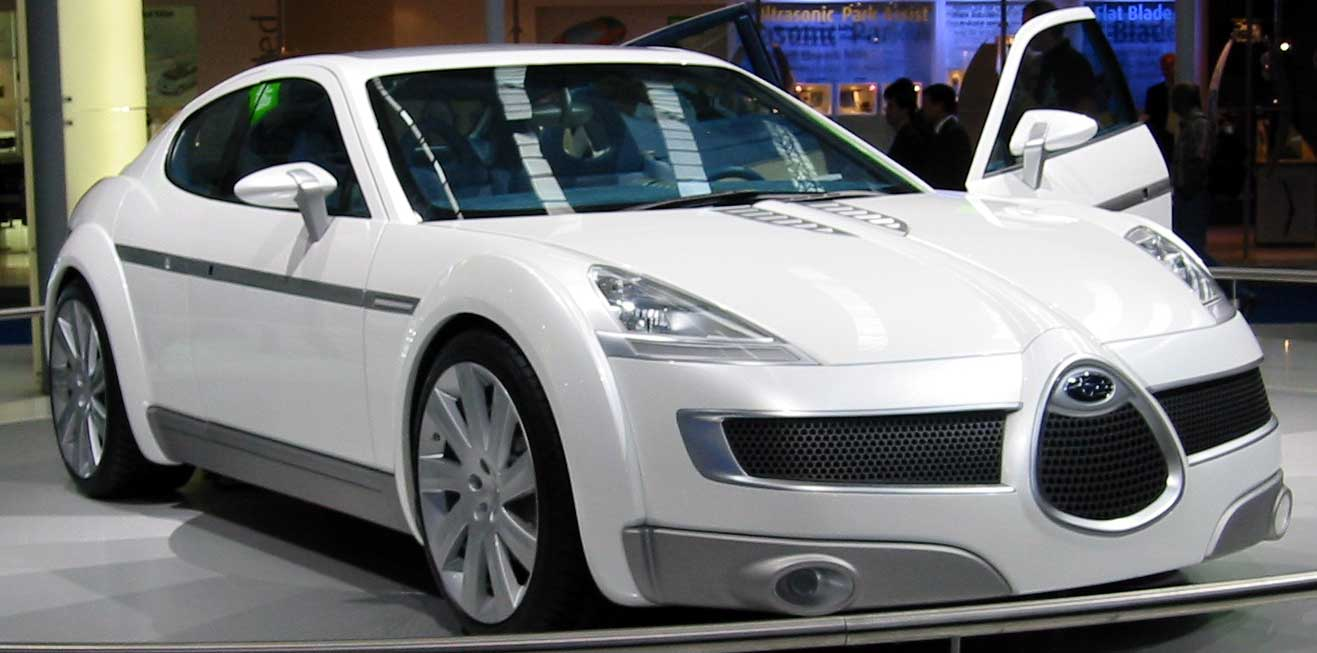
Subaru B11S auf der IAA 2003

- SRD-1
- B9 Scrambler
- B11S
- BRZ
- Impreza 5-Door Concept
- Viziv Sport Mobility Concept
- Viziv
- Viziv Future Concept
- Subaru XV Concept
- Subaru X-100 Gyronaut

## Trivia
- Mit einer Weite von 82 Metern stellte Travis Pastrana an Silvester 2009 mit dem Subaru Impreza WRX STI einen neuen Weltrekord im Auto-Weitsprung auf.
- Subaru veröffentlicht in Japan eine Autozeitschrift namens Cartopia, von dieser sind bisher über 400 Ausgaben erschienen. In Deutschland veröffentlicht Subaru eine Kundenzeitschrift namens Drive.[9]
- Im US-Film Wisdom (1986) ist ein älterer Subaru-Leone-Kombi der ersten Baureihe mit Doppelscheinwerfern das Fahrzeug des Gangsterpärchens. Demi Moore und Emilio Estevez fahren mit diesem durch die USA und überfallen Banken, um Schuldscheine zu vernichten.
- Im US-Film Auf dem Highway ist die Hölle los von 1981 fahren Jackie Chan und sein Ingenieur und Navigator einen Subaru 4WD Turismo.